# حسين أحمد الحوثي
حسين بن أحمد بن قاسم الحوثي (1314 هـ - 1386 هـ) ولد وتوفي في قرية الشغادرة، حجة؛ عالم، وثائر يمني، من فقهاء السنة، له معرفة قوية بالفقه مع مشاركة في علم السنة، كان ثرياً، وكان على اتصال بالثوار ضد الحكم الإمامي في اليمن، فساندهم وعاضدهم، وشارك في ثورة الدستور عام 1948، وبعد نجاح الثورة ومقتل الإمام يحيى حميد الدين، تم تعيينه أميراً على مدينة حجة، فذهب على رأس قوة من الجيش من تعز لمحاصرة الإمام أحمد الذي كان قد تحصن في مدينة حجة، ولكنه لم يصل إلى حجة إلا بعد سقوط الثورة الدستورية تحت معاول القبائل التي جندها الإمام أحمد، فتم اعتقالة بأمر من الإمام، وزجه في سجن القاهرة بحجة، وبقي مسجوناً حتى أمر الإمام بإطلاق سراحه، ثم عينه بعد مدة حاكماً على مدينة زبيد.

## نشأته وحياته
ولد حسين بن أحمد الحوثي في أوائل شهر ربيع الأول سنة 1314 هـ ، في قرية الشغادرة، مركز ناحية الشغادرة في حجة، وكان أول من سكن هذه الناحية -مديرية الشغادرة- هو والده أو جده. كان حسين الحوثي عالماً ذو معرفة قوية بالفقه مع مشاركة في علم السنة، وكان ثرياً، حيث كان يملك معظم أموال ناحية الشغادرة في حجة.

### اتصاله بالثوار، ومشاركته في ثورة 1948
اتصل حسين الحوثي بالأحرار، وعاضدهم، وبعد قيام ثورة الدستور عام 1948 برئاسة عبد الله الوزير، ومقتل الإمام يحيى، تم تشكيل الحكومة الدستورية، وعين فيها حسين الحوثي أميراً على لواء حجة، فانطلق من مدينة تعز على رأس قوة من الجيش لمحاصرة الإمام أحمد الذي كان قد تحصن بمعقل حجة، ورافقه أمين سره القاضي والمؤرخ إسماعيل بن علي الأكوع، ووصل بجيشة إلى منطقة الخشم، في السهل الغربي من بلاد حجة، فأرسل إليه أمير لواء الحديدة القاضي حسين بن علي الحلالي -وكان موالياً للإمام أحمد- برقية يستدعيه فيها إلى الحديدة، وكانت العاصمة صنعاء في ذلك الوقت قد أوشكت على السقوط بأيدي أتباع الإمام أحمد، فتوجه الحوثي إلى الحديدة، ومن هناك أخذه الحلالي -أمير لواء الحديدة- وذهبا إلى حجة، فدخل على الإمام أحمد، فعاتبه الإمام، فرد على الإمام معتذراً بأنه لم يأت غازياً ولا محارباً، مستدلاً على ذلك بتباطئه في السير حتى يُحل الموقف، وذكر للإمام بأنه دافع عن أسرته عندما أراد بعض الناس إلحاق الأذى بها؛ فتظاهر الإمام أحمد بأنه قد قبل عذره، وألزمه بالذهاب إلى بيت صهره في مدينة حجة، منزل القاضي محمد الشرفي.

### اعتقاله ودخوله السجن
وبعد أيام فقط من ألزام الإمام أحمد لحسين الحوثي بالبقاء في بيت صهره في مدينة حجة، أصدر الإمام أحمد أوامره باعتقال حسين الحوثي، وزجه في سجن المنصورة بحجة، ثم أمر لاحقاً بنقله إلى سجن القاهرة (قلعة القاهرة) في حجة، حيث حولها الإمام أحمد يحيى حميد الدين إلى سجن للعديد من الثوار، من المواطنين والعسكريين الثائرين ضد المملكة المتوكلية اليمنية، حيث سجن فيها آل الوزير، وغيرهم من الثوار، ليشفي غليله بهم. وبعد مضي مدة، بدأ حراس السجن بتساهل مع السجناء، وسمحوا لاحقاً -بموافقة من الإمام أحمد- على دخول بعض الكتب إلى السجناء، فتحول السجن إلى مدرسة علمية تقام فيها المناظرات العلمية والأدبية.

### شجاره مع محمد أحمد الوزير في السجن
وأثناء ماكان حسين الحوثي لا يزال معتقلاً في سجن القلعة بحجة، إلى جانب الكثير من الثوار، أمثال آل الوزير، وعبد الرحمن الأرياني، وغيرهم من الشخصيات البارزه في الثورة؛ حدثت مشادة عنيفة بينه وبين محمد أحمد الوزير أخو الإمام عبد الله الوزير، حيث كان حسين الحوثي سنياً على منهاج أهل السنة، بينما كان محمد أحمد الوزير زيدياً، شديد التعصب لمذهبه، يكره السنة وأهلها، وكان حسين الحوثي يجل الإمام المجتهد محمد بن إبراهيم الوزير -عالم كبير تحول من الزيدية إلى السنة- ويثني عليه ويذكره بكل خير، في حين أن محمد أحمد الوزير يرى في الإمام المجتهد رأيا يخرجه عن التبجيل والتوقير، حيث كان يكرهه ويقدح فيه، ويقول عنه كلاماً سيئاً رغم أنه من أهله، وعندما سمعه حسين الحوثي وهو يسب الإمام الكبير محمد بن إبراهيم الوزير، غضب غضباً شديداً، وهَبَّ لينتصر للإمام المجتهد، فحدث بينهما شجار، وأخذ كل واحد منهما يندفع نحو الآخر أخذاً بتلابيبه ليضربه، فتدخل القاضي عبد الرحمن الأرياني، والقاضي محمد بن علي الأكوع، ليفرّقا بينهما.

### خروجه من السجن
يقول القاضي عبد الرحمن الأرياني في مذكراته: 
«في 20 ربيع الثاني كان إطلاق السيد حسين الحوثي إلى حجة لمراجعته بشدة مرضه ومجاوزته الستين إلى شيخوخة متعبة فهو يريد إطلاقه إلى حجة كسجين إن لم يكن السماح بإلاطلاق النهائي فعاد الجواب أولاً ما لفظه هل سيكون بقاء ابنه في القاهرة. فكان الجواب بأنه سيبقى، فعاد الجواب مرة ثانية بأن لاباس،»
وعلى ذلك فقد تم إطلاق سراح حسين الحوثي في 20 ربيع الثاني سنة 1371 هـ، شريطة أن يبقى ابنه في المعتقل.
وبعد مدة من إطلاق سراح حسين الحوثي بأمر من الإمام، عينه الإمام أحمد حاكماً على مدينة زبيد.

## وفاته
توفي حسين أحمد قاسم الحوثي في قرية الشغادرة في حجة، سنة 1386 هـ - 1966م.